# Alainites
Alainites is een geslacht van haften (Ephemeroptera) uit de familie Baetidae.

## Soorten
Het geslacht Alainites omvat de volgende soorten:
- Alainites acutulus
- Alainites albinatii
- Alainites atagonis
- Alainites chocoratus
- Alainites clivosus
- Alainites florens
- Alainites kars
- Alainites laetificus
- Alainites lingulatus
- Alainites muticus
- Alainites navasi
- Alainites oukaimeden
- Alainites pascalae
- Alainites pekingensis
- Alainites sacishimensis
- Alainites sadati
- Alainites talasi
- Alainites yehi
- Alainites yoshinensis